# Misa en re mayor (Dvořák)

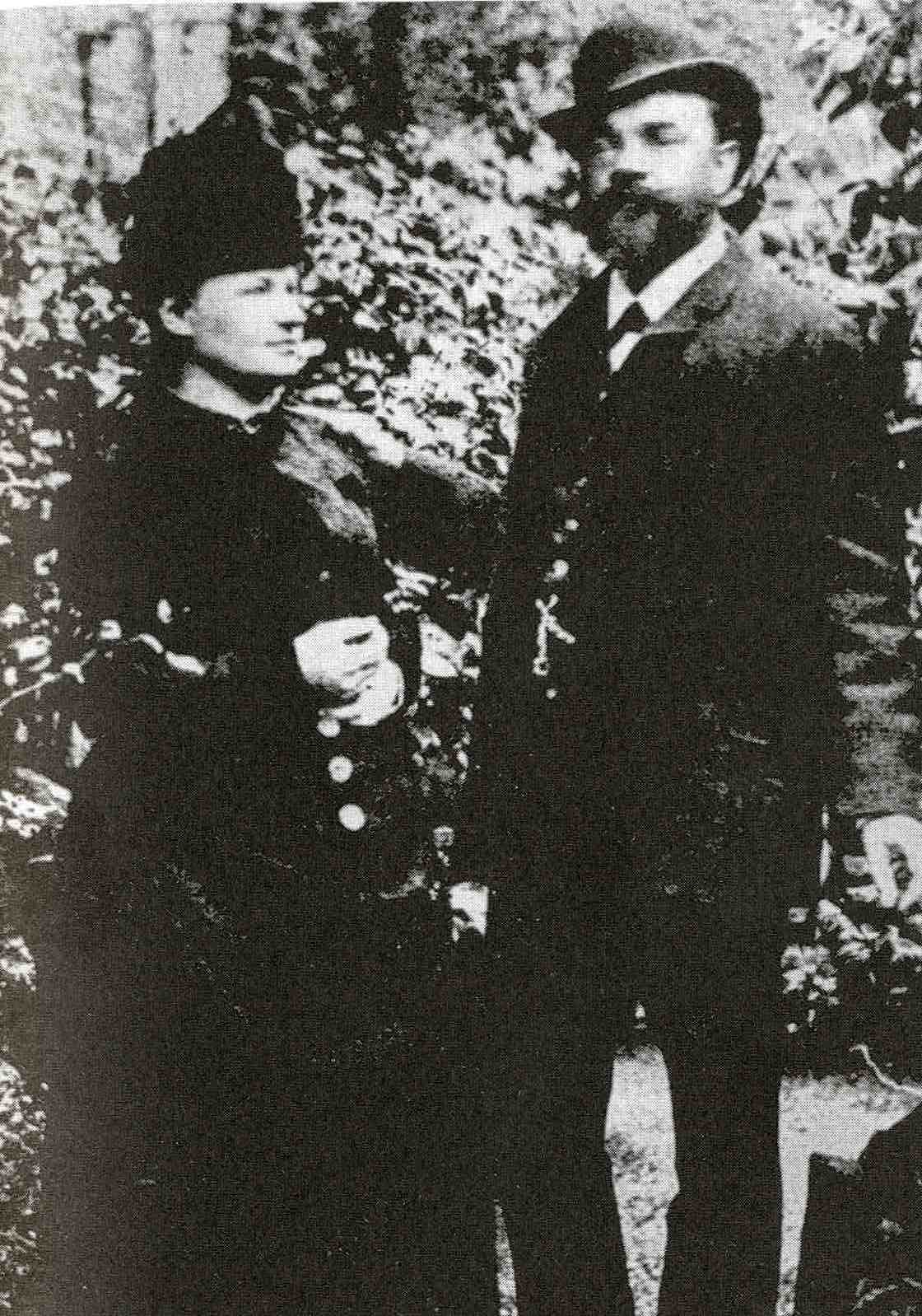
Antonín Dvořák con su esposa Anna, quien cantó como solista contralto en el estreno (1886)

La misa en re mayor (Lužanská mše) op. 86 es un misa de Antonín Dvořák. Existen dos versiones diferentes: para solistas y coro con acompañamiento de órgano (B 153) y con acompañamiento de orquesta (B 175).

## Historia

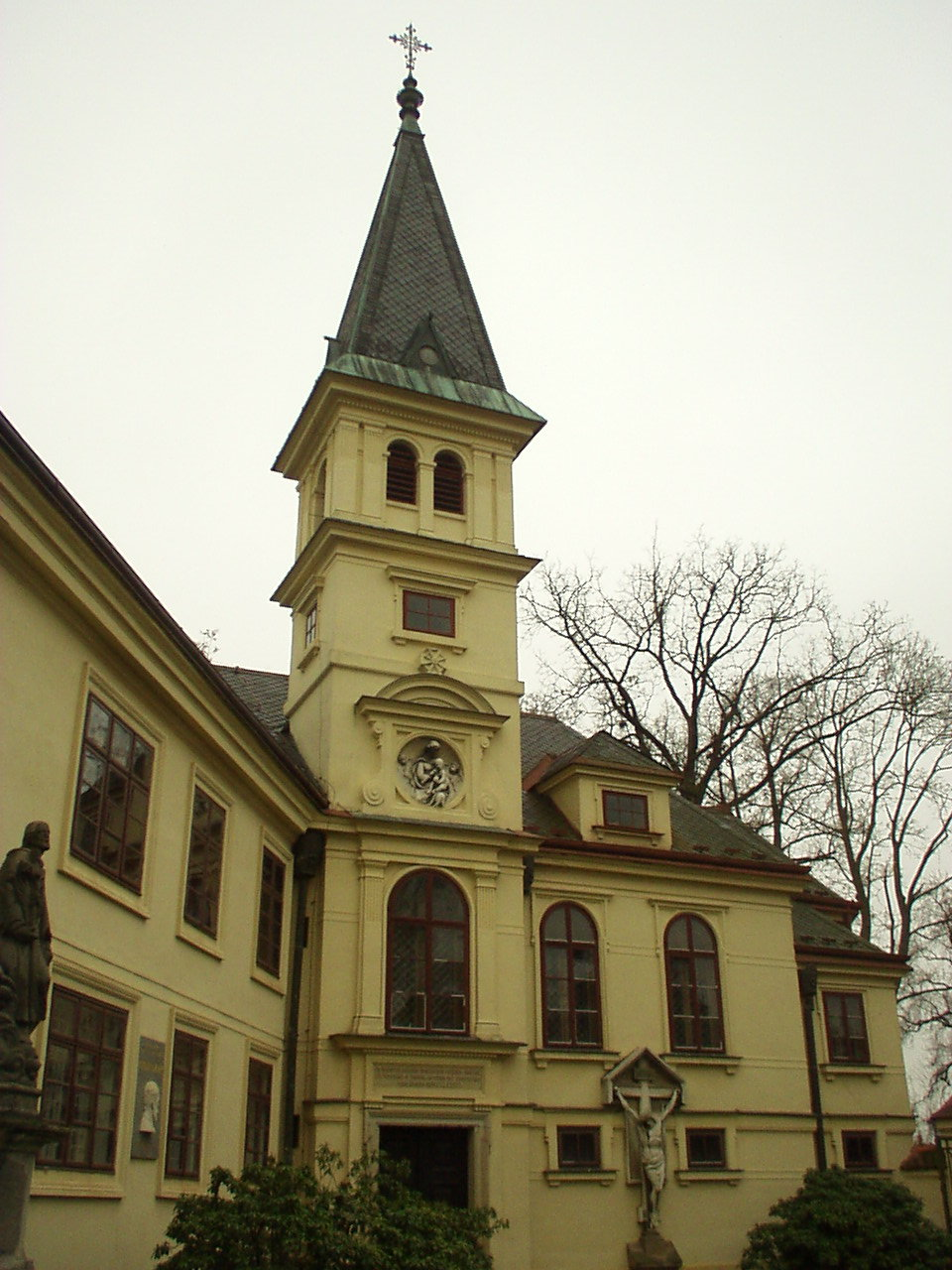
Castillo de Lužany

Antonín Dvořák recibió el encargo del arquitecto y mecenas Josef Hlávka con motivo de la inauguración de la capilla del castillo de Lužany para componer una misa que pudiera tocarse en esta capilla, por lo que Dvořák tuvo que prescindir de usar una formación orquestal o un coro más grande, como inicialmente pretendía. Dvořák compuso la obra entre el 23 de marzo y el 17 de junio de 1887. El día de la finalización, el compositor le escribió a su cliente:

¡Estimado Sr. Consejero y querido amigo! Tengo el honor de anunciar que he terminado felizmente la obra (la Misa en re mayor) y que estoy muy contenta con ella. Creo que es una obra que cumplirá su propósito. Podría decir: Fe, esperanza y amor a Dios Todopoderoso y gracias por el gran regalo que me permitió terminar felizmente esta obra al precio del Altísimo y para la gloria de nuestro arte. No se sorprenda de que sea tan devoto, pero un artista que no lo es no puede hacer nada de eso. ¿No tenemos ejemplos de Beethoven, Bach, Raffael y muchos otros? Por último, también le agradezco por animarme a escribir un trabajo en esta forma, porque de otra manera difícilmente lo hubiera pensado; hasta ahora solo he escrito obras de este tipo a gran escala y con grandes recursos. Esta vez, sin embargo, solo escribí con recursos modestos y, sin embargo, me atrevo a decir que tuve éxito en el trabajo.

El estreno tuvo lugar el 11 de septiembre de 1887 bajo la dirección del compositor en la capilla del palacio. Zdenka Hlávka, la mujer de Hlávka, y Anna, la esposa de Dvořák, cantaron las partes solistas femeninas.
En el autógrafo, la misa lleva el opus número 76. Este número de obra fue asignado más tarde por el editor Fritz Simrock a la Quinta Sinfonía (para la que el compositor tenía previsto el opus número 24).
La primera actuación pública tuvo lugar el día 15 de abril de 1888 en el Teatro de la Ciudad de Pilsen. Las partes instrumentales de esta interpretación fueron asumidas por dos armonios, un violonchelo y dos contrabajos. Esta instrumentación, de la que no se sabe si procedía del propio Dvořák, no se ha conservado.
El editor de Dvořák, Simrock, no estaba interesado en publicar el trabajo. No fue hasta 1892 que la editorial londinense Novello & Co. publicó la misa como op. 86, después de que el compositor había creado un arreglo orquestal. Esta versión orquestal fue estrenada el 11 de marzo de 1893 en el Crystal Palace de Londres bajo la dirección de August Manns.

## Orquestación
Versión de órgano (1887):
- Solos: soprano, alto, tenor, bajo
- Coro SATB
- Órgano

Versión orquesta (1892):
- Coro pequeño: soprano, alto, tenor, bajo (4 solistas de cada voz)
- Coro SATB
- 2 oboes, 2 fagotes, 3 trompas, 2 trompetas, 3 trombones, timbales, cuerdas, órgano

En términos de instrumentación, Dvořák conservó en gran medida la estructura básica de la obra. El comienzo del Kyrie fue precedido por una breve introducción de dos compases por parte de la orquesta. Los puestos para 4 solistas en la versión de órgano están pensados para un "coro pequeño" de 4 cantantes por voz en la versión orquestal, pero también se puede hacer con solistas en esta versión. Los pasajes adicionales marcados con 4 solos en la versión orquestal estaban destinados al coro en la primera versión. Al utilizar la orquesta, el compositor también pudo lograr una dinámica más refinada, que en algunos lugares también tuvo un impacto en el coro.
La interpretación dura aproximadamente entre 35 y 45 minutos.

## Partes
- Kyrie (solos y coro)
- Gloria (solos y coro)
- Credo (solos y coro)
- Sanctus (coro)
- Benedictus (coro)
- Agnus Dei (solos y coro)

## Descripción
El Kyrie funciona principalmente a través de su dinámica sofisticada y alto contraste. Desviándose del uso litúrgico, Dvořák termina la oración con otra “Christe eleison”. 
La Gloria comienza en un alegre ritmo punteado, que se contrasta en la parte media con un apartado más contemplativo, desde la mención de los pecados del mundo se caracteriza por una creciente inquietud y al final vuelve a alabar solemnemente la gloria de Dios.
El Credo, la oración más larga de la misa, se divide en varias secciones. Las secciones grandes son estrictamente receptivas: el texto es interpretado en secciones primero por el alto, luego por el tenor o la respectiva mezza voce solista y luego repetido por el coro tutti im forte. La sección que profesa creer en el Dios único recorre armoniosamente el círculo completo de quintas, símbolo de la perfección de Dios. El sufrimiento de Jesucristo se expresa en séptimas acordes disminuidas. La frase se cierra con un solemne e imponente "Amén". 
Sanctus y Benedictus están vinculados temáticamente a través de la “Hosanna in excelsis”, que se pone música de manera idéntica. 
El Agnus Dei comienza con un fugato artístico de los solistas. Es el único movimiento de la misa que no termina en solemne fortissimo, sino con la súplica por la paz, que susurra en el triple piano.